# والتر سيدني ميتكالف
والتر سيدني ميتكالف (بالإنجليزية: Walter Sidney Metcalf)‏ هو كيميائي نيوزيلندي، ولد في 18 مايو 1918، وتوفي في 24 يوليو 2008 في نيوزيلندا.